# Leptoconops capensis
Leptoconops capensis är en tvåvingeart som beskrevs av Meillon och Hardy 1953. Leptoconops capensis ingår i släktet Leptoconops, och familjen svidknott. Inga underarter finns listade i Catalogue of Life.